# Laura Kiontke
Laura Kiontke (* 20. Juni 1989 in Weimar, Deutsche Demokratische Republik) ist eine ehemalige deutsche Fußballtorhüterin.

## Karriere
Kiontke begann als Torhüterin beim Mehrspartensportverein SV Legefeld, einem Stadtteilverein von Weimar, mit dem Fußballspielen. Nach Bad Berka gelangt, spielte sie im weiteren Verlauf für den FC Einheit Bad Berka, anschließend, bis ins Jahr 2005, für die B-Jugendmannschaft des 1. FFV Erfurt.
Von 2005, beginnend in der drittklassigen Regionalliga Nordost, bis 2020, zuletzt in der Regionalliga Nordost, gehörte sie der zweiten Mannschaft des FF USV Jena an. Während dieser Zeit trug sie mit Punktspielen zum zweimaligen Aufstieg in die Gruppe Nord der seinerzeit zweigleisigen 2. Bundesliga bei und kam in drei Saisons in insgesamt 13 Punktspielen zum Einsatz. Ihr Debüt in dieser Spielklasse gab sie am 30. September 2012 (4. Spieltag) in ihrem einzigen Saisonspiel bei der 0:3-Niederlage im Heimspiel gegen den BV Cloppenburg.
Bereits im Oktober 2017 war Kiontke in den Kader der ersten Mannschaft berufen worden, kam jedoch hinter Justien Odeurs, Erin McLeod und Stina Johannes zu keinem Einsatz. Am Saisonende 2017/18 erreichte sie mit der zweiten Mannschaft die Qualifikationsrunde zur eingleisigen 2. Bundesliga; dennoch folgte der Zwangsabstieg in die Regionalliga Nordost und war dem Abstieg der ersten Mannschaft aus der Bundesliga geschuldet. Zur Saison 2018/19 rückte sie in den Kader der ersten Mannschaft und wurde Teil des Torhütergespanns, zu dem auch Sarah Hornschuch und Julia Gornowitz, mit der sie bereits im Kader der zweiten Mannschaft stand, gehörten. Am 21. Spieltag am 14. April 2019 kam Kiontke im Alter von 29 Jahren zu ihrem ersten Pflichtspieleinsatz für die erste Mannschaft der Jenaerinnen, als sie beim 3:0-Sieg gegen die zweite Mannschaft der SGS Essen in der 72. Minute für Hornschuch eingewechselt wurde. Es gelang der direkte Wiederaufstieg in die Bundesliga, dort gehörte Kiontke neben Sarah Hornschuch, der neu verpflichteten Inga Schuldt und Mailin Wichmann dem Torhüterinnengespann an. Ihr erstes Bundesligaspiel absolvierte Kiontke beim 1:1-Unentschieden gegen die SGS Essen am 17. Spieltag.
Nach dem erneuten Abstieg der Jenaerinnen und der Übertragung des Bundesligaspielrechts an den FC Carl Zeiss Jena kam sie in der Saison 2020/21 zu acht Zweitligaeinsätzen, wobei sie gegen Ende der Aufstiegssaison aufgrund der verletzungsbedingten Ausfälle von Hornschuch und Schuldt die Nummer 1 der Jenaerinnen war. In der Bundesliga-Saison 2021/22 fungiert sie als Nummer 2 hinter Schuldt, kam am 8. Spieltag bei der 0:6-Niederlage aufgrund Schuldts Ausfall zu einem Einsatz gegen Eintracht Frankfurt und zu einem weiteren Einsatz am 22. Spieltag. Mit dem Abstieg ihrer Mannschaft am Saisonende 2021/22 bestritt sie fünf Zweitligaspiele für die erste und ein Drittligaspiel für die zweite Mannschaft. Mit ihrer Vertragslaufzeit bis zum 30. Juni 2024 war sie nach wie vor für die erste und zweite Mannschaft spielberechtigt.
Nach der Saison 2024/25 beendete sie ihre aktive Karriere. Sie gehörte dem FF USV bzw. FC Carl Zeiss Jena insgesamt 20 Jahre an.

## Erfolge
- Sieger Staffel Nord 2021 und Aufstieg in die Bundesliga
- Aufstieg in die 2. Bundesliga: Meister Regionalliga Nordost 2011 und 2017